# Maria Edgeworth
Maria Edgeworth, född 1 januari 1767 i Black Bourton, Oxfordshire, England, död 22 maj 1849 i Edgeworthstown, County Longford, var en irländsk författare.

## Biografi
Maria Edgeworth debuterade 1800 med den anonymt utgivna romanen Castle Rackrent, som blev en stor framgång. Därefter följde Belinda (1801), Leonda (2 band, 1806), Tales of fashionable life (2 serier, 1809 och 1812), samt Harrington and Ormond (3 band, 1817), alla utmärkta av skarp psykologisk blick, gott humör samt livlig stil.

## Utmärkelser
Nedslagskratern Edgeworth på planeten Venus är uppkallad efter henne.